# Michael Taylor
Michael Taylor (n. 1942), es un científico social e investigador en teoría política y teoría económica que actualmente enseña en la Universidad de Washington. Sus investigaciones incluyen las teorías sobre las elecciones racionales, las motivaciones morales y teoría de juegos.

## Biografía
Taylor se graduó en la University of Essex en el Reino Unido. Ha sido docente en Essex y en la Yale University y ha sido integrante del Center for Advanced Study in the Behavioral Sciences en la Stanford University, el Netherlands Institute of Advanced Studies, el Institute of Advanced Studies en Viena, el European University Institute en Florencia, y en la Australian National University en Canberra.
Aunque la teoría de juegos ha sido aplicada en ciencias sociales antes de los trabajos de taylor, ha sido el primero en vincular explícitamente la racionalidad con las acciones colectivas. Presenta una teoría para una revolución motivada en la racionalidad y la cooperación racional. Su teoría plantea estados específicos por los que la cooperación puede ser alcanzada sin intervención del Estado. Los individuos racionales cooperan y maximizan sus beneficios en el largo plazo. Taylor demuestra esto utilizando la teoría de juegos y en especial, con la prueba llamada El dilema del prisionero.

## Trabajos
- Community, Anarchy and Liberty (Cambridge, 1982)
- The Possibility of Cooperation (Cambridge, 1987)
- Rationality and Revolution (coautor y editor, Cambridge, 1988)
- Rationality and the ideology of disconnection (Cambridge, 2006).